# Hieracium stenopholidium
Hieracium stenopholidium là một loài thực vật có hoa trong họ Cúc. Loài này được (Dahlst.) Dahlst.apud Omang mô tả khoa học đầu tiên.